# ماریا گوروخفسکایا
ماریا گوروخفسکایا (به انگلیسی: Maria Gorokhovskaya) ژیمناست زادهٔ ۱۷ اکتبر ۱۹۲۱ میلادی اهل کشور شوروی است.